# 高斯光水蚤
高斯光水蚤（学名：Lucicutia macrocera）为光水蚤科光水蚤屬下的一个种。